# Temporada 1988-89 de los Houston Rockets
La temporada 1988-89 fue la decimoctava de los Houston Rockets en su localización de Texas, y la vigésimo segunda en la NBA, tras haber jugado las cuatro primeras en San Diego (California). La temporada regular acabó con 45 victorias y 37 derrotas, ocupando el quinto puesto de la conferencia Oeste, clasificándose para los playoffs, en los que cayeron en primera ronda ante los Seattle SuperSonics.

## Elecciones en elDraft
| Ronda | Puesto | Jugador          | Posición | Nacionalidad   | Universidad |
| ----- | ------ | ---------------- | -------- | -------------- | ----------- |
| 1     | 16     | Derrick Chievous | Alero    | Estados Unidos | Missouri    |

## Temporada regular
| División Medio Oeste | División Medio Oeste | División Medio Oeste | División Medio Oeste | División Medio Oeste | División Medio Oeste | División Medio Oeste | División Medio Oeste | División Medio Oeste |
| Equipo               | G                    | P                    | %                    | PD                   | Casa                 | Fuera                | Div                  |                      |
| -------------------- | -------------------- | -------------------- | -------------------- | -------------------- | -------------------- | -------------------- | -------------------- | -------------------- |
| y-Utah Jazz          | 51                   | 31                   | .622                 | –                    | 34–7                 | 17–24                | 19–11                |                      |
| x-Houston Rockets    | 45                   | 37                   | .549                 | 6                    | 31–10                | 14–27                | 19–11                |                      |
| x-Denver Nuggets     | 44                   | 38                   | .537                 | 7                    | 35–6                 | 9–32                 | 18–12                |                      |
| Dallas Mavericks     | 38                   | 44                   | .463                 | 13                   | 24–17                | 14–27                | 19–11                |                      |
| San Antonio Spurs    | 21                   | 61                   | .256                 | 30                   | 18–23                | 3–38                 | 9–21                 |                      |
| Miami Heat           | 15                   | 67                   | .183                 | 36                   | 12–29                | 3–38                 | 6–24                 |                      |

## Playoffs

### Primera ronda
Seattle SuperSonics vs. Houston Rockets 
| Fecha       | Partido                                      | Ciudad  |
| ----------- | -------------------------------------------- | ------- |
| 28 de abril | Seattle SuperSonics 111, Houston Rockets 107 | Seattle |
| 30 de abril | Seattle SuperSonics 109, Houston Rockets 97  | Seattle |
| 3 de mayo   | Houston Rockets 126, Seattle SuperSonics 107 | Houston |
| 5 de mayo   | Houston Rockets 96, Seattle SuperSonics 98   | Houston |
|             | Seattle SuperSonics gana las series 3-1      |         |

## Estadísticas
| Rk | Jugador          | Edad | P  | PT | MP   | TC  | TCI  | %TC  | T3  | T3I | %T3  | TL  | TLI | %TL  | RO  | RD  | RT   | AS  | RB  | TAP | BP  | FP  | PTS  |
| -- | ---------------- | ---- | -- | -- | ---- | --- | ---- | ---- | --- | --- | ---- | --- | --- | ---- | --- | --- | ---- | --- | --- | --- | --- | --- | ---- |
| 1  | Otis Thorpe      | 26   | 82 | 82 | 38.2 | 6.4 | 11.7 | .542 | 0.0 | 0.0 | .000 | 4.0 | 5.5 | .729 | 3.3 | 6.3 | 9.6  | 2.5 | 1.0 | 0.5 | 2.7 | 3.2 | 16.7 |
| 2  | Hakeem Olajuwon  | 26   | 82 | 82 | 36.9 | 9.6 | 19.0 | .508 | 0.0 | 0.1 | .000 | 5.5 | 8.0 | .696 | 4.1 | 9.4 | 13.5 | 1.8 | 2.6 | 3.4 | 3.4 | 4.0 | 24.8 |
| 3  | Sleepy Floyd     | 28   | 82 | 82 | 34.0 | 4.8 | 10.9 | .443 | 1.3 | 3.6 | .373 | 3.2 | 3.8 | .845 | 0.6 | 3.1 | 3.7  | 8.6 | 1.5 | 0.1 | 3.1 | 2.4 | 14.2 |
| 4  | Mike Woodson     | 30   | 81 | 79 | 27.9 | 5.1 | 11.6 | .438 | 0.4 | 1.1 | .348 | 2.4 | 2.9 | .823 | 0.6 | 1.8 | 2.4  | 2.5 | 1.1 | 0.2 | 1.7 | 2.4 | 12.9 |
| 5  | Buck Johnson     | 25   | 67 | 51 | 27.6 | 4.0 | 7.7  | .524 | 0.0 | 0.1 | .111 | 1.5 | 2.0 | .754 | 1.7 | 2.6 | 4.3  | 1.9 | 1.0 | 0.5 | 1.6 | 3.2 | 9.6  |
| 6  | Walter Berry     | 24   | 40 | 14 | 20.0 | 3.7 | 6.8  | .541 | 0.0 | 0.1 | .500 | 1.4 | 2.0 | .713 | 1.4 | 2.5 | 3.8  | 1.4 | 0.5 | 0.9 | 1.2 | 2.9 | 8.8  |
| 7  | Derrick Chievous | 21   | 81 | 1  | 19.0 | 3.4 | 7.8  | .437 | 0.1 | 0.3 | .208 | 2.4 | 3.0 | .783 | 1.4 | 1.8 | 3.2  | 1.0 | 0.6 | 0.1 | 1.7 | 2.0 | 9.3  |
| 8  | Purvis Short     | 31   | 65 | 16 | 17.8 | 3.0 | 7.4  | .413 | 0.1 | 0.5 | .273 | 1.2 | 1.4 | .865 | 1.0 | 1.8 | 2.8  | 1.6 | 0.7 | 0.2 | 1.1 | 1.8 | 7.4  |
| 9  | Tim McCormick    | 26   | 81 | 0  | 15.5 | 2.1 | 4.3  | .481 | 0.0 | 0.0 | .000 | 1.1 | 1.6 | .674 | 1.1 | 2.1 | 3.2  | 0.7 | 0.2 | 0.3 | 0.8 | 2.4 | 5.2  |
| 10 | Frank Johnson    | 30   | 67 | 0  | 13.1 | 1.6 | 3.7  | .443 | 0.0 | 0.1 | .167 | 1.1 | 1.4 | .806 | 0.3 | 0.9 | 1.2  | 2.7 | 0.6 | 0.0 | 1.5 | 1.4 | 4.4  |
| 11 | Allen Leavell    | 31   | 55 | 3  | 11.4 | 1.2 | 3.4  | .346 | 0.1 | 0.7 | .122 | 0.8 | 1.1 | .733 | 0.2 | 0.7 | 1.0  | 2.3 | 0.5 | 0.1 | 1.1 | 1.1 | 3.3  |
| 12 | Bernard Thompson | 26   | 23 | 0  | 9.7  | 0.9 | 2.6  | .339 | 0.0 | 0.1 | .000 | 1.0 | 1.1 | .846 | 0.4 | 0.8 | 1.2  | 0.6 | 0.6 | 0.0 | 0.8 | 1.4 | 2.7  |
| 13 | Tony Brown       | 28   | 14 | 0  | 6.5  | 1.0 | 3.2  | .311 | 0.1 | 0.6 | .222 | 0.4 | 0.6 | .750 | 0.5 | 0.6 | 1.1  | 0.4 | 0.2 | 0.0 | 0.5 | 1.0 | 2.6  |
| 14 | Chuck Nevitt     | 29   | 43 | 0  | 5.3  | 0.6 | 1.4  | .435 | 0.0 | 0.0 |      | 0.3 | 0.4 | .688 | 0.4 | 1.1 | 1.5  | 0.1 | 0.1 | 0.7 | 0.5 | 1.2 | 1.5  |

## Galardones y récords
| Jugador        | Galardón                          |
| Akeem Olajuwon | Mejor quinteto de la NBA All-Star |